# المتين (أسماء الله الحسنى)
المتين من أسماء الله الحسنى في الإسلام، ومعناه: الشديد القوي الذي لا تنقطع قوته ولا تلحقه في أفعاله مشقة، ولا يمسه لغوب، ذو الاقتدار الشديد.

## في القرآن الكريم
ورد اسم الله المتين في القرآن مرة واحدة هي:
- قال تعالى:﴿إِنَّ اللَّهَ هُوَ الرَّزَّاقُ ذُو الْقُوَّةِ الْمَتِينُ ۝٥٨﴾ سورة الذاريات:58

## الأقوال في معناه
- قال الطبري:[2] «-ذي القوة المتين-: أي ذي القوة الشديد»
- قال أبو إسحاق الزجاج:[3] «المتين: المتناهي في القوة والقدرة»
- قال الخطابي:[1] «والمتين: الشديد القوي الذي لا تنقطع قوته ولا تلحقه في أفعاله مشقة، ولا يمسه لغوب»
- قال الغزالي:[4] «والمتانة تدل على شدة القوة لله تعالى فمن حيث إنه بالغ القدرة: (القوي)، ومن حيث إنه شديد القوة: -متين-»
- قال البغوي:[5] «﴿ذُو الْقُوَّةِ الْمَتِينُ﴾ سورة الذاريات:58 وهو القوي المقتدر المبالغ في القوة والقدرة»
- قال السعدي:[6] «﴿ذُو الْقُوَّةِ الْمَتِينُ﴾ سورة الذاريات:58 أي: الذي له القوة والقدرة كلها، الذي أوجد بها الأجرام العظيمة، السفلية والعلوية، وبها تصرف في الظواهر والبواطن، ونفذت مشيئته في جميع البريات، فما شاء الله كان، وما لم يشأ لم يكن، ولا يعجزه هارب، ولا يخرج عن سلطانه أحد، ومن قوته، أنه أوصل رزقه إلى جميع العالم، ومن قدرته وقوته، أنه يبعث الأموات بعد ما مزقهم البلى، وعصفت بترابهم الرياح، وابتلعتهم الطيور والسباع، وتفرقوا وتمزقوا في مهامه القفار، ولجج البحار، فلا يفوته منهم أحد، ويعلم ما تنقص الأرض منهم، فسبحان القوي المتين.»

## وصلات خارجية
- معنى اسم الله عز وجل المتين، موقع الإسلام سؤال وجواب.
- اسم الله المتين، محمد راتب النابلسي.
- القوي المتين، موقع الدرر السنية.